# Terence Parker
Pour les articles homonymes, voir Parker.
Pour l’article ayant un titre homophone, voir Terrence Parker.
Terence Jonathan « TJ » Parker, né le 16 mai 1984 à Valenciennes (France), est un joueur et entraîneur français de basket-ball. Il mesure 1,86 m et joue au poste d'arrière puis commence une carrière d'entraîneur à l'ASVEL Lyon-Villeurbanne, club détenu par son frère Tony Parker.

## Biographie
Son père, Tony Parker, est un joueur de basket-ball américain et sa mère, Pamela Firestone, est un mannequin néerlandais, devenue par la suite naturopathe. Il a deux frères, Pierre et Tony. Il naît à Valenciennes alors que son père joue à l'AS Denain dans le Nord.
Ne suivant pas l'exemple de son frère Tony, TJ Parker a effectué sa formation en National Collegiate Athletic Association (NCAA) aux États-Unis avec l'équipe de l'université Northwestern. Voyant l'horizon quelque peu se boucher, alors qu'on ne lui promet pas de place en NBA il décide de passer professionnel avant sa dernière saison universitaire et de revenir en France au Paris Basket Racing, entraîné par Gordon Herbert. Son bilan dans le basket-ball américain universitaire est de 10 points de moyenne, 2,5 rebonds, 2,96 passes en 34 minutes 69 sur 88 matchs, dont 86 en tant que titulaire.
Après une saison 2005-2006 plutôt bonne sur le plan personnel mais assez pauvre sportivement, les médias l'annoncent dans plusieurs clubs européens (Italie, Espagne, Pologne, etc.) pensant qu'il fera comme la majorité de ses coéquipiers. Confiant de l'apport d'Antoine Rigaudeau pour un nouveau sauvetage du Paris Basket Racing, il resigne avec le club de la capitale. En 2007, il signe au SLUC Nancy et remporte le titre de champion de France lors de la saison 2007-2008. En 2009, il signe chez les champions de France, Villeurbanne, club dont son frère est vice-président.
TJ Parker est international A' (en 2006).
Adjoint de JD Jackson à l'ASVEL Lyon-Villeurbanne entre 2013 et 2018, il devient entraîneur principal après le renvoi de Jackson pour mauvais résultats. Il termine la saison puis le club engage l'entraîneur monténégrin Zvezdan Mitrović.
Mitrović est licencié à la fin de la saison 2019-2020 et T. J. Parker est nommé entraîneur de l'équipe. Un autre entraîneur lui est associé : Frédéric Fauthoux.
Après un enchaînement de mauvais résultats sportifs (17 défaites consécutives en EuroLigue, un bilan de 4 victoires et 3 défaites en championnat), Tony Parker est finalement contraint de limoger son frère du poste d'entraîneur de l'ASVEL,.
En septembre 2024, Parker rejoint le Bayern Munich comme adjoint de l'entraîneur Gordon Herbert.

## Palmarès

### En tant que joueur
- 2008 : Champion de France Pro A avec le SLUC Nancy

### En tant qu'entraîneur
- Vainqueur de la Coupe de France 2020-2021 avec l'ASVEL Lyon-Villeurbanne
- Championnat de France de basket-ball 2021 et 2022 avec l'ASVEL Lyon-Villeurbanne
- Leaders Cup en 2023 avec l'ASVEL Lyon-Villeurbanne